# Discoelius zonalis

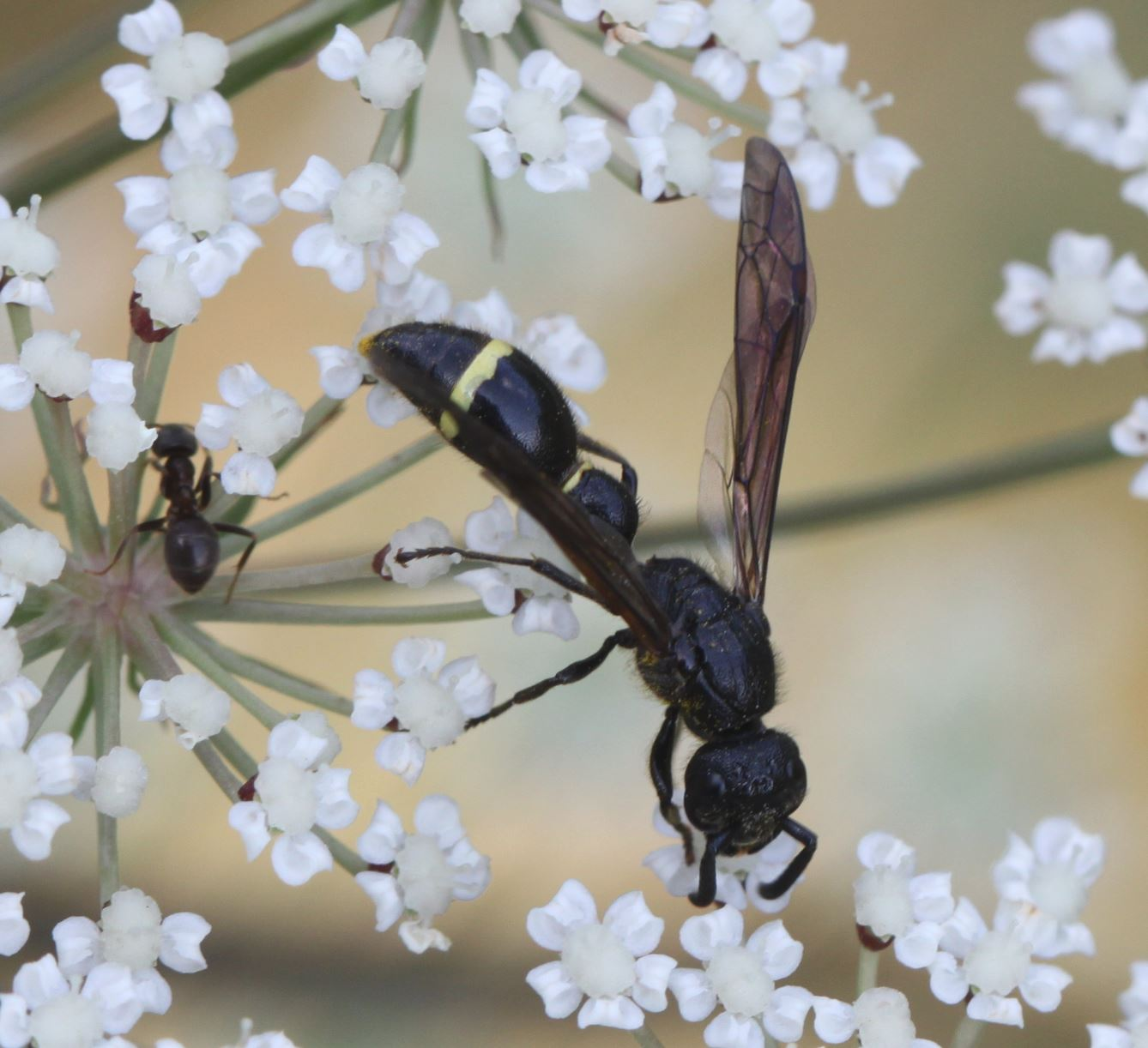

Discoelius zonalis ist eine Art aus der Ordnung der Hautflügler (Hymenoptera) innerhalb der Solitären Faltenwespen (Eumeninae). 

## Merkmale
Die Wespen erreichen eine Körperlänge von 13 bis 15 Millimetern (Weibchen) bzw. 9 bis 15 Millimetern (Männchen). Die Wespen besitzen eine schwarze Grundfarbe. Über den Hinterleib verläuft eine deutliche gelbe Querbinde. Die Vorderflügel sind verdunkelt. Die Ecken des Pronotums sind schwarz, was Discoelius zonalis von der ähnlichen Art Discoelius dufourii unterscheidet, welche gelbe Ecken aufweist. 

## Vorkommen
Die Art kommt von Frankreich bis in den Süden Skandinaviens und östlich bis in den Fernen Osten vor. Sie besiedelt lichte Wälder, Waldränder und Gebüsche. Die Tiere fliegen zum Teil auch in zwei Generationen von Anfang Mai bis Anfang September. Sie sind in Mitteleuropa selten.

## Lebensweise
Discoelius zonalis legt ihre Nester hauptsächlich in verlassenen Bohrgängen von Käfern in Totholz, aber auch in Schilf an. Die Zellzwischenwände werden aus zerkautem Blattmaterial angefertigt, das mit Speichel vermischt wird. Gelegentlich werden auch die übrigen Wände der Zelle mit dieser nach dem Aushärten braunen Masse ausgekleidet. Die Brut wird mit Raupen kleinerer Schmetterlinge versorgt. Die Art wird von der Goldwespe Chrysis brevitarsis parasitiert.